# Stazione di Shin-Koshigaya
La stazione di Shin-Koshigaya (新越谷駅?, Shin-Koshigaya-eki) è una stazione ferroviaria situata nella città di Koshigaya della prefettura di Saitama, in Giappone, ed è servita dalla linea Sky Tree delle Ferrovie Tōbu. La stazione è a un paio di minuti di distanza dalla stazione di Minami-Koshigaya, dove passa la linea Musashino della JR East.

## Linee
Ferrovie Tōbu
● Linea Tōbu Isesaki (Linea Tōbu Sky Tree)

## Struttura
La stazione, è dotata di due marciapiedi a isola con quattro binari passanti sopraelevati. Il fabbricato dispone di ascensori e scale mobili, oltre a diversi servizi quali biglietteria, sala d'attesa, distributori automatici e combini, e un centro commerciale chiamato Varie integrato con il fabbricato viaggiatori.
| 1 | ● Linea Sky Tree | Espressi per Kita-Senju, Tōkyō Sky Tree e Asakusa via linea Hanzōmon per Shibuya e Chūō-Rinkan |
| 2 | ● Linea Sky Tree | Locali per Gamō, Sōka, Kita-Senju, Tōkyō Sky Tree e Asakusa via linea Hibiya per Naka-Meguro   |
| 3 | ● Linea Sky Tree | Locali per Kita-Koshigaya, Kita-Kasukabe e Tōbu Dōbutsukōen                                    |
| 4 | ● Linea Sky Tree | Espressi per Kasukabe, Tōbu Dōbutsukōen, Kuki e Tōbu Nikkō                                     |

## Stazioni adiacenti
| «                  | Servizio               | »                  |
| Linea Tōbu Isesaki | Linea Tōbu Isesaki     | Linea Tōbu Isesaki |
| ------------------ | ---------------------- | ------------------ |
| Gamō               | Locale                 | Koshigaya          |
| Sōka               | Semiespresso sezionale | Koshigaya          |
| Sōka               | Semiespresso           | Koshigaya          |
| Sōka               | Espresso sezionale     | Koshigaya          |
| Sōka               | Espresso               | Koshigaya          |
| Transito           | Rapido                 | Transito           |
| Transito           | Rapido sezionale       | Transito           |